# 的場站
的場站（日语：／ Matoba eki */?）是一個位於埼玉縣川越市大字的場，屬於東日本旅客鐵道（JR東日本）川越線的鐵路車站。

## 車站構造
本站是一個地面車站，月台為島式月台1面2線設計，容許列車交會。車站站房設於月台南側，之間的通道由於跟一號月台的軌道交會，因此交會處設有一個站內的平交道。
管理方面，本站是業務委託站，車站開放時間均有站員駐守。站內設有自動售票機，但不設自動剪票機，只有簡易Suica讀卡器，其他車票則由站員處理。
當初月台沒有標明編號，是2004年2月本站月台部分範圍加上屋頂後才設有月台編號的指示板。2008年，本站進行工程增加屋頂覆蓋的範圍，期間曾把月台的候車室拆除。完成工程後在同一位置設置吸煙房。此外，工程也增設斜路通往月台，方便使用輪椅的乘客。

### 月台配置
| 月台 | 路線          | 目的地                             |
| ---- | ------------- | ---------------------------------- |
| 1    | ■川越、八高線 | 笠幡、高麗川、八王子、高崎方向     |
| 2    | ■川越、埼京線 | 川越、大宮、池袋、新宿、臨海線方向 |

（來源：JR東日本:車站構內圖 （页面存档备份，存于））

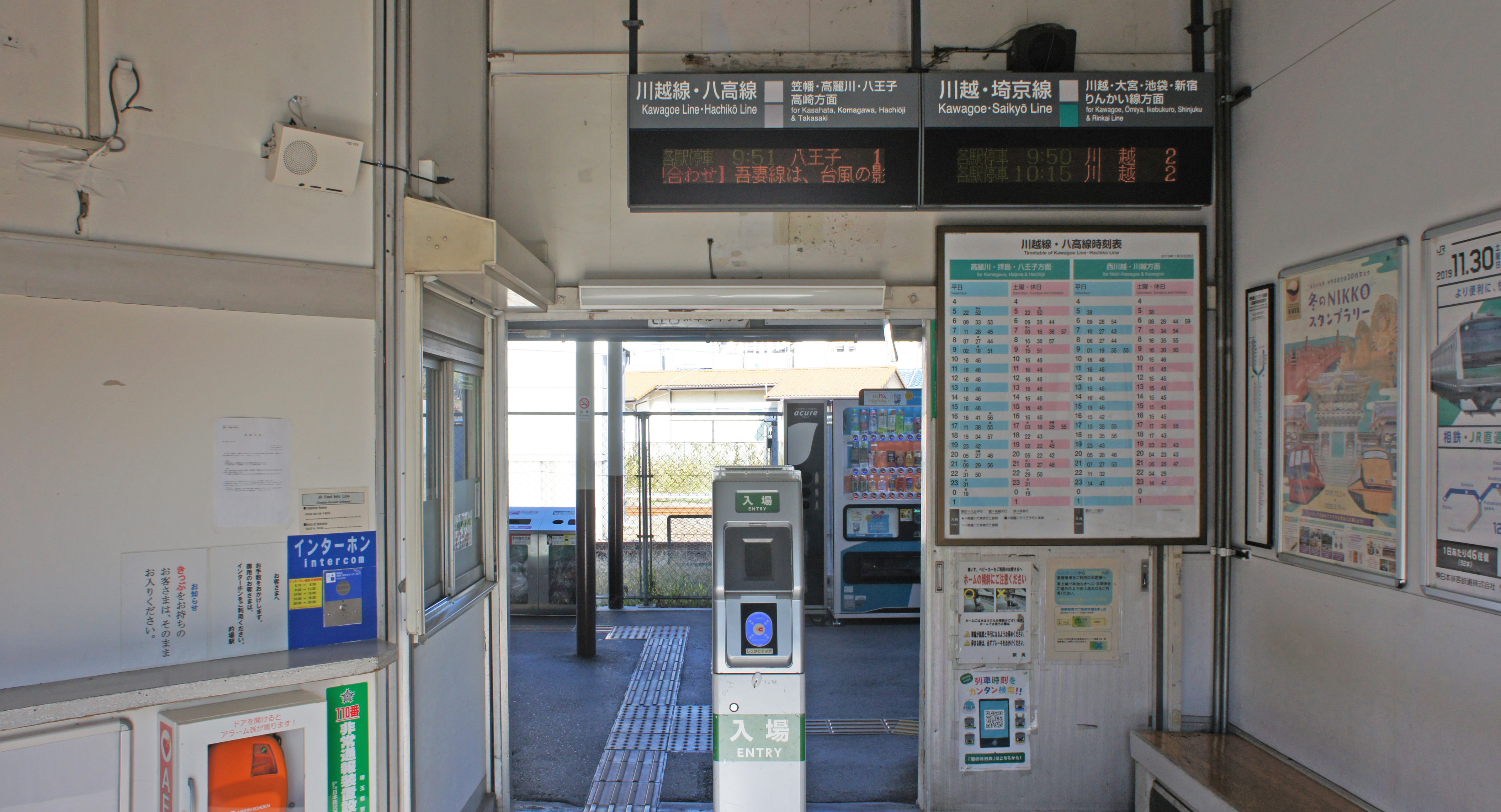
閘口（2019年11月）
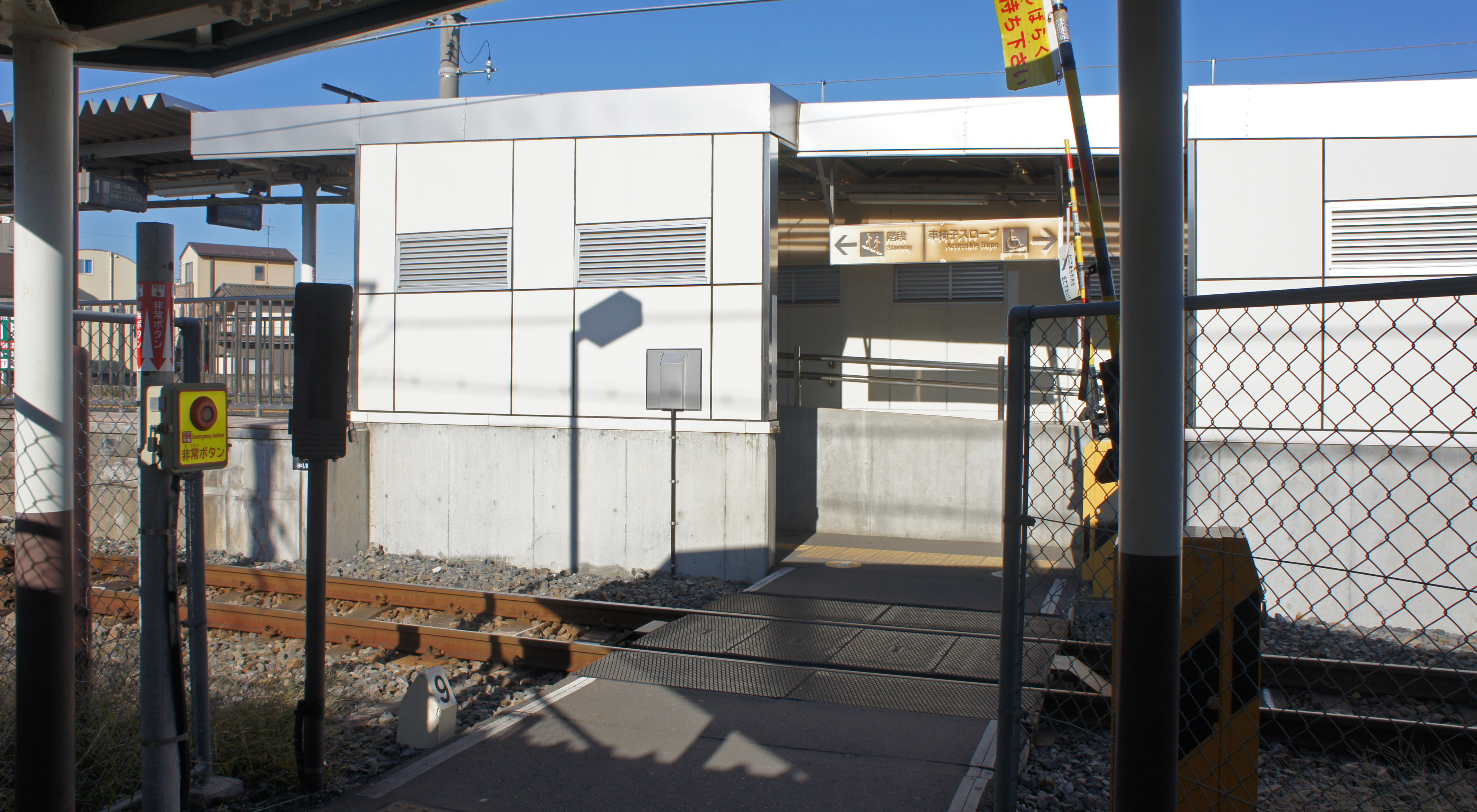
站內平交道（2019年11月）
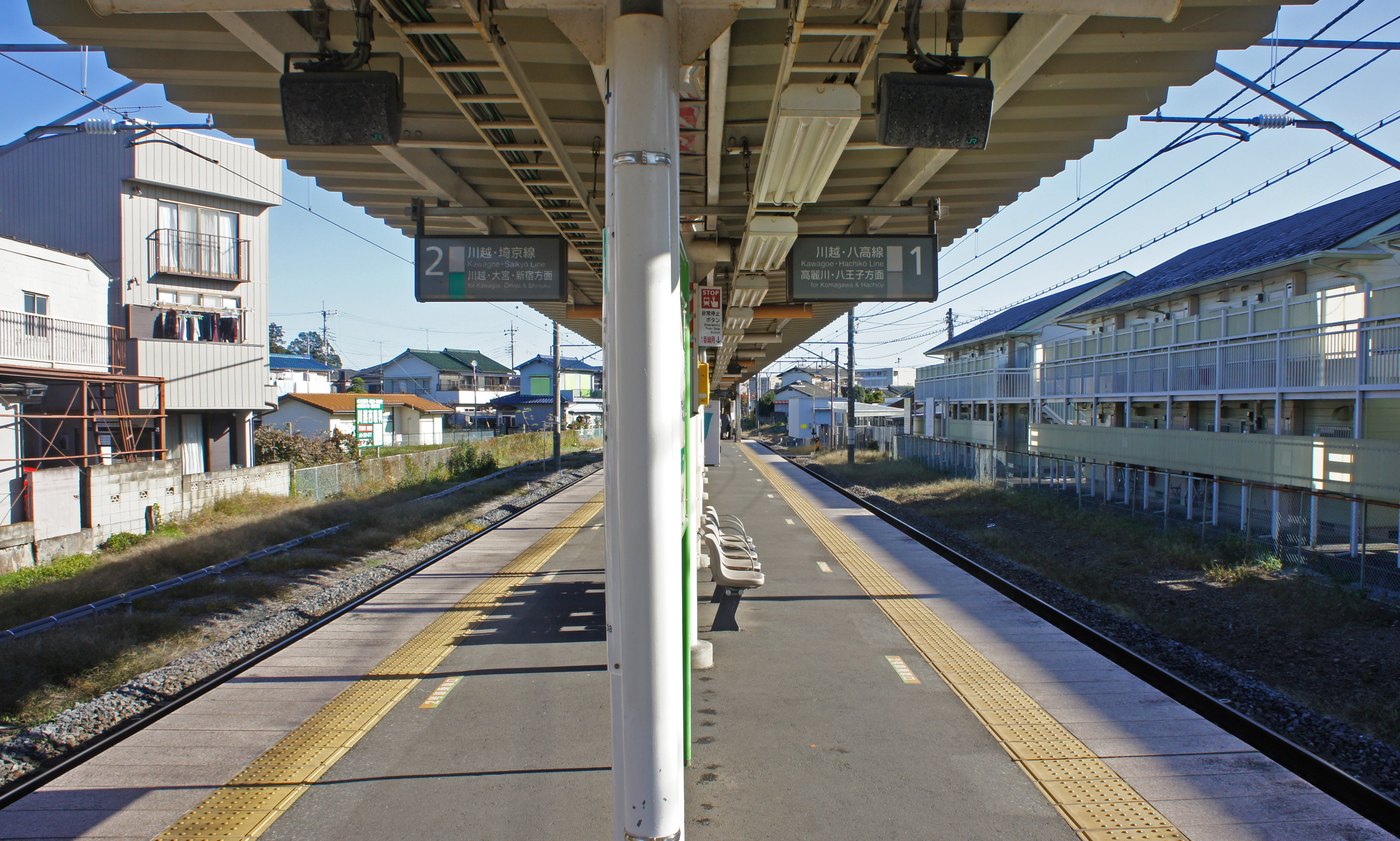
月台（2019年11月）

## 使用情況
2019年（令和元年）1日平均上車人次為3,021人。
1日的平均上車人次如下表。
| 年度               | 1日平均 上車人次 | 來源     |
| ------------------ | ---------------- | -------- |
| 1990年（平成02年） | 1,449            |          |
| 1991年（平成03年） | 1,640            |          |
| 1992年（平成04年） | 1,910            |          |
| 1993年（平成05年） | 2,222            |          |
| 1994年（平成06年） | 2,434            |          |
| 1995年（平成07年） | 2,475            |          |
| 1996年（平成08年） | 2,685            |          |
| 1997年（平成09年） | 2,707            |          |
| 1998年（平成10年） | 2,766            |          |
| 1999年（平成11年） | 2,781            | [ * 1 ]  |
| 2000年（平成12年） | 2,848            | [ * 2 ]  |
| 2001年（平成13年） | 2,837            | [ * 3 ]  |
| 2002年（平成14年） | 2,883            | [ * 4 ]  |
| 2003年（平成15年） | 2,905            | [ * 5 ]  |
| 2004年（平成16年） | 2,953            | [ * 6 ]  |
| 2005年（平成17年） | 2,956            | [ * 7 ]  |
| 2006年（平成18年） | 3,039            | [ * 8 ]  |
| 2007年（平成19年） | 3,053            | [ * 9 ]  |
| 2008年（平成20年） | 3,101            | [ * 10 ] |
| 2009年（平成21年） | 3,072            | [ * 11 ] |
| 2010年（平成22年） | 2,972            | [ * 12 ] |
| 2011年（平成23年） | 2,984            | [ * 13 ] |
| 2012年（平成24年） | 2,907            | [ * 14 ] |
| 2013年（平成25年） | 2,962            | [ * 15 ] |
| 2014年（平成26年） | 3,065            | [ * 16 ] |
| 2015年（平成27年） | 3,082            | [ * 17 ] |
| 2016年（平成28年） | 3,043            | [ * 18 ] |
| 2017年（平成29年） | 3,074            | [ * 19 ] |
| 2018年（平成30年） | 3,056            | [ * 20 ] |
| 2019年（令和元年） | 3,021            |          |

## 历史
- 1940年（昭和15年）7月22日－本站開業。
- 1987年（昭和62年）4月1日－國鐵分割民營化，本站由JR東日本接手管理。
- 2001年（平成13年）11月18日－智能卡系統Suica正式投入服務。

## 相鄰車站
東日本旅客鐵道（JR東日本）
■川越線
西川越－的場－笠幡

### 使用情況
1. ↑  埼玉県統計年鑑 （页面存档备份，存于） - 埼玉県
2. ↑  統計かわごえ （页面存档备份，存于） - 川越市

JR東日本2000年度以後上車人次
1. ↑  各駅の乗車人員（2000年度） （页面存档备份，存于） - JR東日本
2. ↑  各駅の乗車人員（2001年度） （页面存档备份，存于） - JR東日本
3. ↑  各駅の乗車人員（2002年度） （页面存档备份，存于） - JR東日本
4. ↑  各駅の乗車人員（2003年度） （页面存档备份，存于） - JR東日本
5. ↑  各駅の乗車人員（2004年度） （页面存档备份，存于） - JR東日本
6. ↑  各駅の乗車人員（2005年度） （页面存档备份，存于） - JR東日本
7. ↑  各駅の乗車人員（2006年度） （页面存档备份，存于） - JR東日本
8. ↑  各駅の乗車人員（2007年度） （页面存档备份，存于） - JR東日本
9. ↑  各駅の乗車人員（2008年度） （页面存档备份，存于） - JR東日本
10. ↑  各駅の乗車人員（2009年度） （页面存档备份，存于） - JR東日本
11. ↑  各駅の乗車人員（2010年度） （页面存档备份，存于） - JR東日本
12. ↑  各駅の乗車人員（2011年度） （页面存档备份，存于） - JR東日本
13. ↑  各駅の乗車人員（2012年度） （页面存档备份，存于） - JR東日本
14. ↑  各駅の乗車人員（2013年度） （页面存档备份，存于） - JR東日本
15. ↑  各駅の乗車人員（2014年度） （页面存档备份，存于） - JR東日本
16. ↑  各駅の乗車人員（2015年度） （页面存档备份，存于） - JR東日本
17. ↑  各駅の乗車人員（2016年度） （页面存档备份，存于） - JR東日本
18. ↑  各駅の乗車人員（2017年度） （页面存档备份，存于） - JR東日本
19. ↑  各駅の乗車人員（2018年度） （页面存档备份，存于） - JR東日本
20. ↑  各駅の乗車人員（2019年度） （页面存档备份，存于） - JR東日本

埼玉縣統計年鑑
1. ↑  .   [2020-07-31]. （原始内容存档于2020-02-02）.
2. ↑  .   [2020-07-31]. （原始内容存档于2020-02-02）.
3. ↑  .   [2020-07-31]. （原始内容存档于2020-02-02）.
4. ↑  .   [2020-07-31]. （原始内容存档于2020-02-02）.
5. ↑  .   [2020-07-31]. （原始内容存档于2020-02-02）.
6. ↑  .   [2020-07-31]. （原始内容存档于2020-02-02）.
7. ↑  .   [2020-07-31]. （原始内容存档于2020-02-02）.
8. ↑  .   [2020-07-31]. （原始内容存档于2020-02-02）.
9. ↑  .   [2020-07-31]. （原始内容存档于2020-02-02）.
10. ↑  .   [2020-07-31]. （原始内容存档于2020-02-02）.
11. ↑  .   [2020-07-31]. （原始内容存档于2020-02-02）.
12. ↑  .   [2020-07-31]. （原始内容存档于2020-02-02）.
13. ↑  .   [2020-07-31]. （原始内容存档于2020-02-02）.
14. ↑  .   [2020-07-31]. （原始内容存档于2020-02-02）.
15. ↑  .   [2020-07-31]. （原始内容存档于2020-02-02）.
16. ↑  .   [2020-07-31]. （原始内容存档于2020-02-02）.
17. ↑  .   [2020-07-31]. （原始内容存档于2020-02-02）.
18. ↑  .   [2020-07-31]. （原始内容存档于2020-02-02）.
19. ↑  .   [2020-07-31]. （原始内容存档于2020-02-02）.
20. ↑  .   [2020-07-31]. （原始内容存档于2020-03-18）.

## 外部連結
- 車站資訊（的場）：東日本旅客鐵道

35°55′3.5039″N 139°26′9.8448″E / 35.917639972°N 139.436068000°E